# 9132 Walteranderson
9132 Walteranderson eller 2821 P-L är en asteroid i huvudbältet som upptäcktes den 24 september 1960 av den nederländsk-amerikanske astronomen Tom Gehrels och det nederländska astronomparet Ingrid van Houten-Groeneveld och Cornelis Johannes van Houten vid Palomarobservatoriet. Den är uppkallad efter Walter Anderson.
Asteroiden har en diameter på ungefär 16 kilometer och den tillhör asteroidgruppen Themis.